# Physetobasis griseipennis
Physetobasis griseipennis är en fjärilsart som beskrevs av Moore 1888. Physetobasis griseipennis ingår i släktet Physetobasis och familjen mätare. Inga underarter finns listade i Catalogue of Life.